# Eurogamer
Eurogamer este un site britanic de jurnalism de jocuri video care publică articole, știri, strategii de joc, precum și recenzii pentru jocuri video și console. Este operat de Gamer Network Ltd. și are sediul în Brighton, Regatul Unit. Site-ul a fost fondat în 1999 de către frații Rupert și Nick Loman. 
Gamer Network susține că site-ul are cei mai mulți cititori dintre site-urile independente de jocuri video din Europa (peste 5,7 milioane de utilizatori unici în noiembrie 2011), fiind primul site de acest gen care a trecut prin sistemul independent de verificare ABC Electronic. Dintre redactori au făcut parte jurnaliști ai PC Gamer, GamesTM, Edge și Rock, Paper, Shotgun, precum Kieron Gillen, Jim Rossignol, John Walker, Simon Parkin, Alec Meer, Richard Leadbetter, Dan Whitehead, and David McCarthy, precum și Rob Fahey de la GamesIndustry.biz.
În februarie 2015, Eurogamer a renunțat la acordarea de note de la 1 la 10 în favoarea unui „sistem de recomandări”.

## Jocul Anului
Editorii Eurogamer (UK) au ales următoarele jocuri ca fiind cele mai bune jocuri ale anului:
| An   | Joc                         | Gen                                           | Platform(e)                                                 | Dezvoltator(i)                  |
| ---- | --------------------------- | --------------------------------------------- | ----------------------------------------------------------- | ------------------------------- |
| 1999 | Unreal Tournament           | First-person shooter                          | Dreamcast, Linux, Mac OS, Mac OS X, PlayStation 2, Windows  | Epic Games, Digital Extremes    |
| 2000 | Deus Ex                     | Acțiune RPG                                   | PlayStation 2, Windows, Mac OS                              | Ion Storm                       |
| 2001 | Grand Theft Auto III        | Acțiune-aventură                              | PlayStation 2, Xbox, Windows                                | DMA Design                      |
| 2002 | Ico                         | Acțiune-aventură                              | PlayStation 2                                               | Team Ico                        |
| 2003 | Grand Theft Auto: Vice City | Acțiune-aventură                              | PlayStation 2, Xbox, Windows, Mac OS                        | Rockstar North, Rockstar Vienna |
| 2004 | Half-Life 2                 | First-person shooter                          | Windows, Mac OS X, Xbox, Xbox 360, PlayStation 3, GNU/Linux | Valve Corporation               |
| 2005 | Psychonauts                 | Platformer                                    | Xbox, PlayStation 2, Windows                                | Double Fine Productions         |
| 2006 | Guitar Hero                 | Joc video de muzică                           | PlayStation 2                                               | Harmonix Music Systems          |
| 2007 | Portal                      | Puzzle, first-person shooter, science fiction | Xbox 360, PlayStation 3, Windows, GNU/Linux                 | Valve Corporation               |
| 2008 | LittleBigPlanet             | Puzzle Platformer                             | PlayStation 3                                               | Media Molecule                  |
| 2009 | Uncharted 2: Among Thieves  | Acțiune-aventură, Third-person shooter        | PlayStation 3                                               | Naughty Dog                     |
| 2010 | Mass Effect 2               | RPG                                           | Xbox 360, Windows, PlayStation 3                            | BioWare                         |
| 2011 | Portal 2                    | Puzzle, first-person shooter, science fiction | Xbox 360, PlayStation 3, Windows, Mac OS X, GNU/Linux       | Valve Corporation               |
| 2012 | Fez                         | Puzzle, Platformer                            | Xbox 360, PlayStation 4                                     | Polytron Corporation            |
| 2013 | Super Mario 3D World        | Platformer                                    | Wii U                                                       | Nintendo                        |
| 2014 | Mario Kart 8                | Curse de mașini                               | Wii U                                                       | Nintendo                        |

## Legături externe
- Site oficial Arhivat în 29 noiembrie 2006, la Wayback Machine.